# Jamie Fraser
James "Jamie" Alexander Malcolm MacKenzie Fraser er en opdigtet karakter i Outlander-bogserien af den amerikanske forfatter Diana Gabaldon og dens tilpasning til tv. I serien er Claire Randall en gift 2. verdenkrigssygeplejerske på ferie i Skotland i 1945, da hun bliver transporteret tilbage i tiden til år 1743. Her møder hun eventyr, krig og romantik sammen med den flotte skotske højlandssoldat Jamie Fraser. Karakteren Jamie Fraser er også del af Gabaldons fiktive Clan Fraser of Lovat, samt med i to af de historiske mysterier-romaner i Gabaldons Lord John-serien, samt i romanen fra 2013, Virgins.
Jamie spilles af Sam Heughan i Starz' tv-serie Outlander.

## Koncept og skabelse
Gabaldon tog navnet "Jamie" fra Doctor Who-karakteren Jamie McCrimmon, som spilles af Frazer Hines i tv-serien af samme navn. Gabaldon havde set Doctor Who-afsnittet The War Games, hvilket inspirerede hende til, at historien skulle foregå i Skotland. Gabaldon udviklede Jamies karakter ud fra Eric Linklaters bog Prince in the Heather, i hvilken en jakobbit ved navn Fraser overlever en massehenrettelse af sine landsmænd.
Hines gæstemedvirkede i en episode, "Wentworth Prison", i maj 2015 i Outlander.

## Karakter
Da den gifte 2. verdenskrigssygeplejerske Claire Randall transporteres tilbage i tiden fra 1945 til 1743, møder hun den flotte skotsk højlandskriger Jamie Fraser.
Jeff Jensen fra Entertainment Weekly skrev, "Historien der fortælles i showets første halvdel, styrker [Claire og Jamies] bånd og deres behov for hinanden. Jamie blev, især, nødt til at konfrontere sine personlige samt kulturelle forestillinger om kønsroller, forstå hvordan de påvirker Claire og indse værdien i at have en hustru som er ham ligeværdig på alle måde."
Gabaldon beskriver Jamie som en flot og usædvanlig høj mand, med flammende rødt hår, dybe blå øjne og lys hud. Karakteren bruger mange aliasser i løbet af serien, bl.a. Jamie MacTavish, The Dunbonnet, Red Jamie/Seumas Ruadh, Mac Dubh, Alex MacKenzie og Alexander Malcolm.

## Medvirken
Jamie er en ledende figur i Gabaldons Outlander-serie. Han optræder også i to romaner i Lord John-serien om historiske mysterier og i romanen fra 2013, Virgins.

## Outlander-bøger
- Den engelske kvinde (1991,  2018)
- Guldsmed i rav ( 1992, 2018)
- Den rejsende (1994,  2018)
- Trommer i det fjerne (1997,  2018)
- Det brændende kors (2001,  2019)
- Et pust af sne og aske (2005,  2020)
- Sangen i knoglerne (2009,  2020)
- Skrevet med mit hjerteblod (2014,  2021)
- Virgins, forløber til serien Dangerous Women (2013)

### Lord John-bøger
- Lord John and the Brotherhood of the Blade (2007)
- The Scottish Prisoner (2011)

## Tv
Jamie er spillet af Sam Heughan i Starz' tv-serie Outlander.

### Priser og nomineringer
Heughan blev nomineret til en Saturn Award i kategorien Best Supporting Actor on Television i 2015, samt Best Actor on Television i 2016. Heughan blev også nomineret til en People's Choice Award i kategorien Favorite Sci-Fi/Fantasy TV Actor i 2016 og 2017, en BAFTA Scotland Award i 2016 i kategorien Best Actor in Television, samt til en Critics' Choice Television Award i 2016 i kategorien Best Actor in a Drama Series.